# تندراهه (آبزی‌پروری)

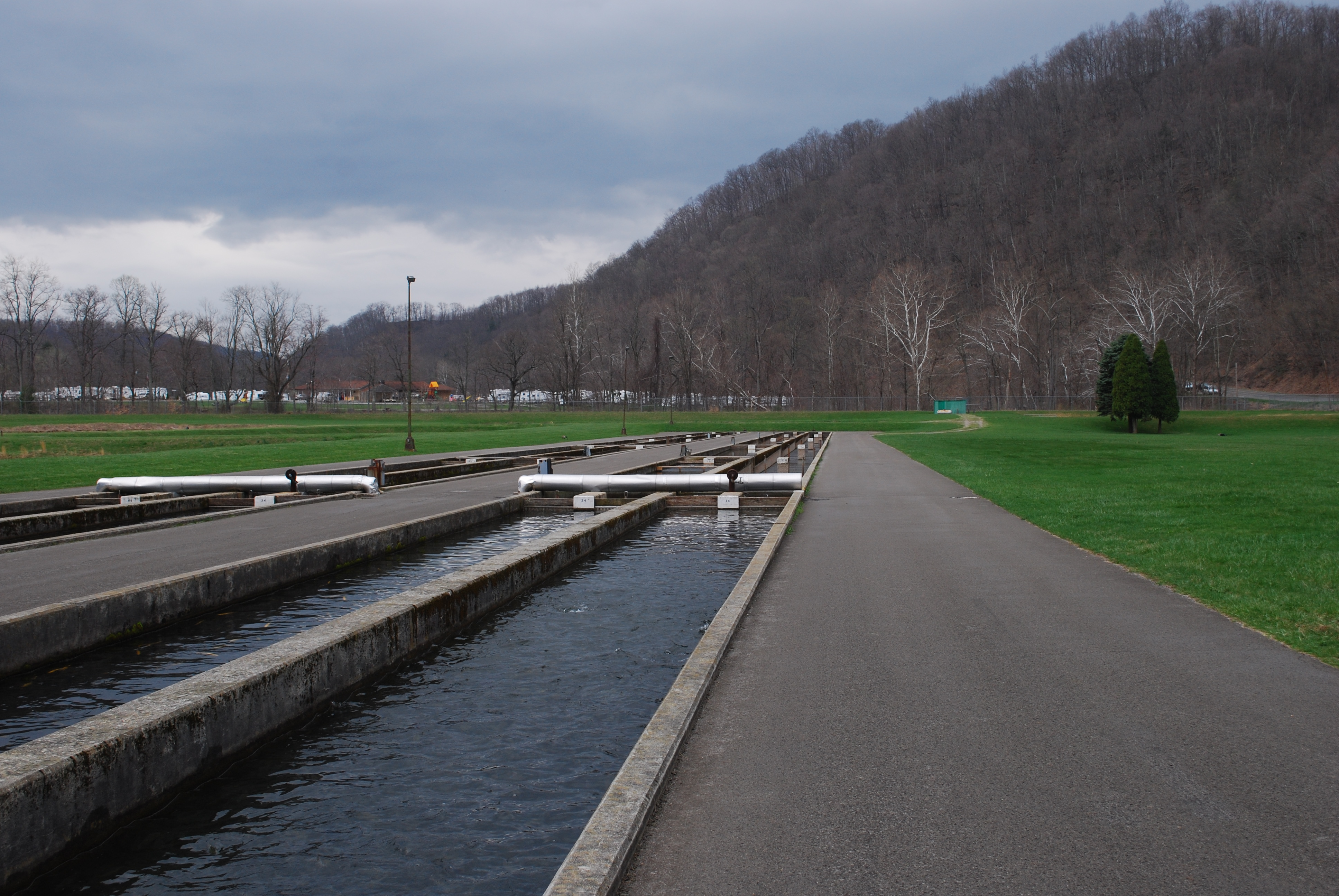
مسیرهای تندراهه در یک پرورشگاه ماهی در ویرجینیای غربی

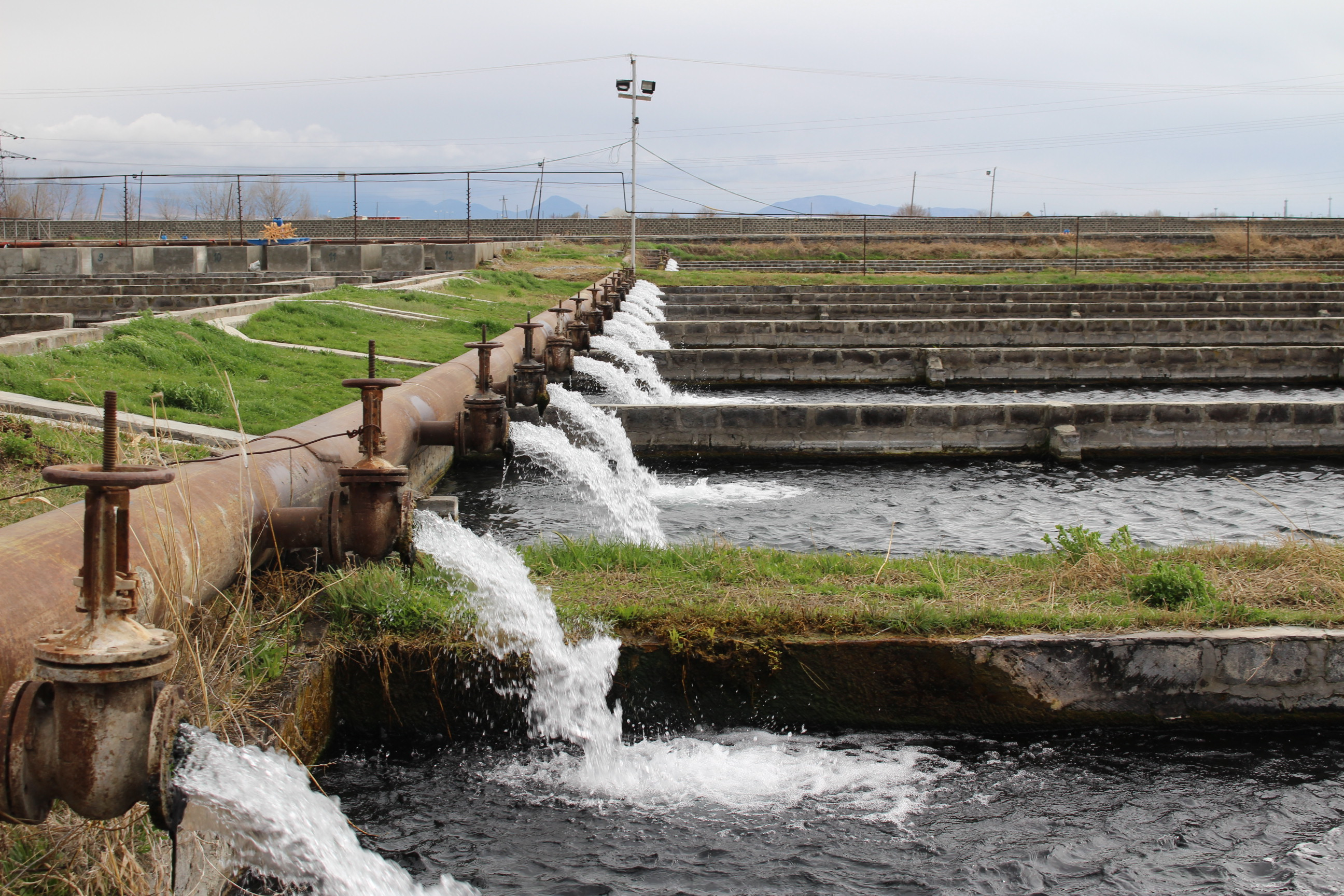
سیستم جریان تندراهه مسیرهای عبوری در ماسیس، ارمنستان

تندراهه (به انگلیسی: Raceway)، که همچنین به عنوان یک سیستم جریان عبوری (انگلیسی: flow-through system) نیز شناخته می‌شود یک کانال مصنوعی است که در آبزی‌پروری برای پرورش جانداران آبزی استفاده می‌شود. سیستم‌های تندراهه یکی از نخستین روش‌های به‌کاررفته برای آبزی‌پروری داخلی است. تندراهه معمولاً شامل حوضچه‌ها یا کانال‌های مستطیلی است که از بتن ساخته شده و مجهز به ورودی و خروجی است. یک جریان مداوم آب برای ارائه سطح مورد نیاز از کیفیت آب حفظ می‌شود، که به جانوران اجازه می‌دهد تا در تراکم‌های بالاتر در مسیر تندراهه کشت شوند.
گونه‌های آب شیرین مانند قزل‌آلا، گربه‌ماهی و تیلاپیا معمولاً در مسیرهای تندراهه کشت می‌شوند. همچنین برای برخی از گونه‌های دریایی که نیاز به جریان آب ثابت دارند، مانند ماهی آزاد، ماهی خاردار آب شور و شانک‌ماهی دریایی و بی‌مهرگان دریایی مانند ابلونی استفاده می‌شود.